# Fürst-Pückler-Park Bad Muskau

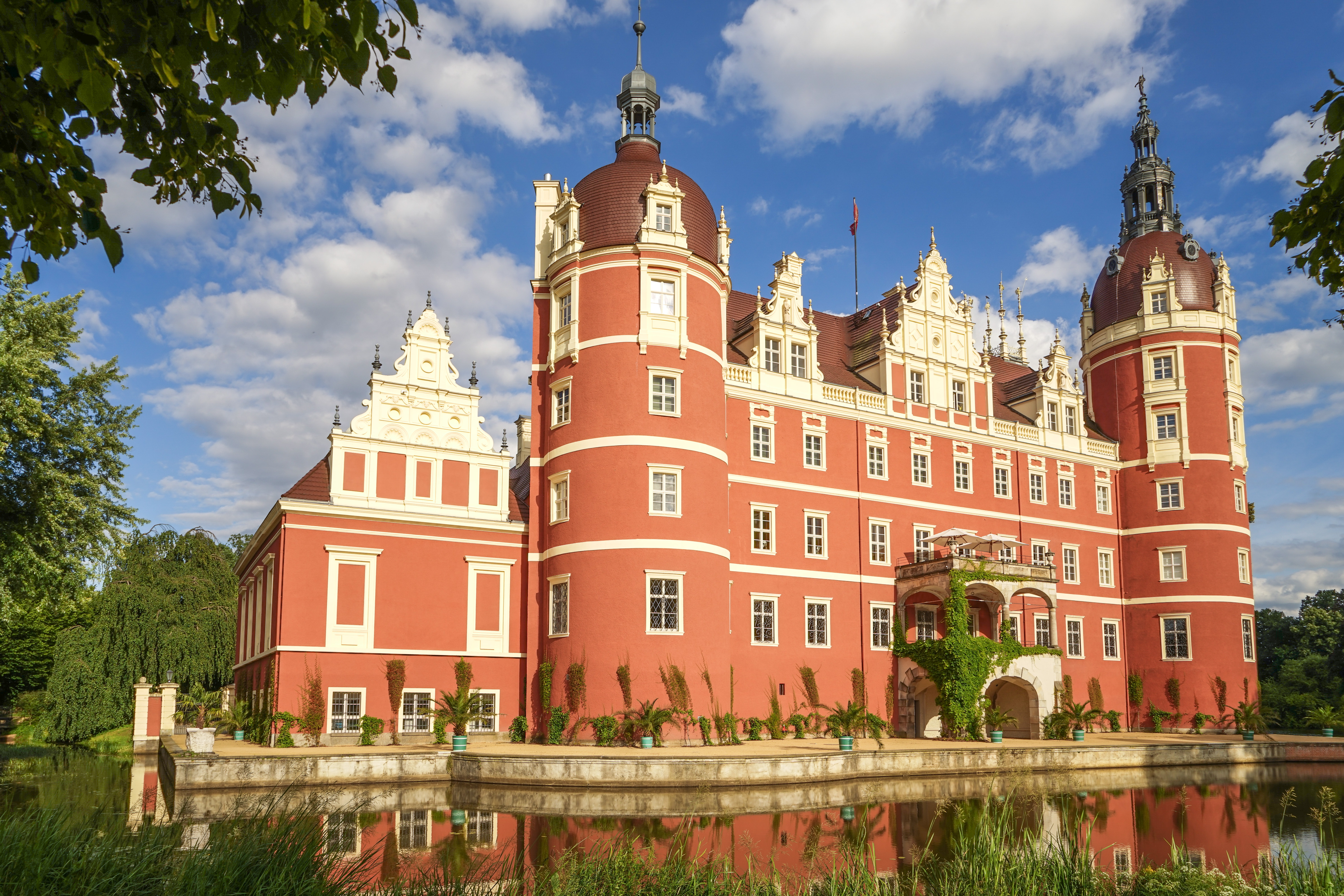
Das Neue Schloss im Fürst-Pückler-Park Bad Muskau

Der Fürst-Pückler-Park Bad Muskau (polnisch Park Mużakowski) ist ein Landschaftspark in der Oberlausitz. Mit einer Gesamtfläche von 830 Hektar ist er der größte Landschaftspark Zentraleuropas im englischen Stil. Der nach seinem Schöpfer Hermann Fürst von Pückler-Muskau benannte Park liegt zu etwa einem Drittel in der sächsischen Stadt Bad Muskau, der größere Teil des Parks liegt östlich der Lausitzer Neiße und nördlich der Stadt Łęknica in Polen. Beide Teile sind durch mehrere Neißebrücken miteinander verbunden. Zentrales Gestaltungselement des Parks ist das Neue Schloss Muskau.
Der im Weltkulturerbe befindliche Park ist das einzige ostsächsische Welterbe und eine der wenigen staatenübergreifenden Welterbestätten.

## Geschichte

### Anlage des Parks (1815–1845)

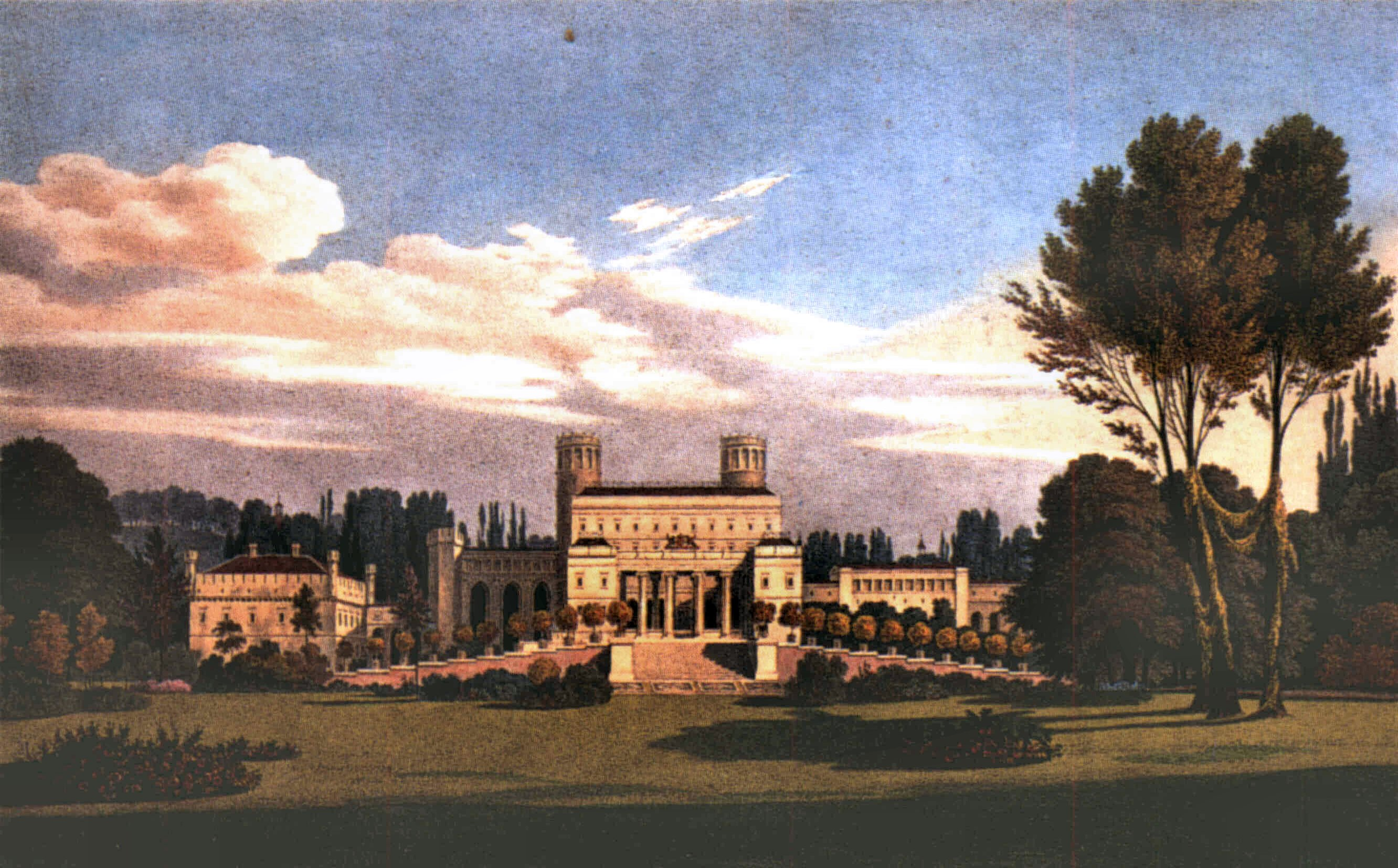
Das Muskauer Schloss (1834), wie es nach den von Schinkel geplanten Umbauten aussehen sollte

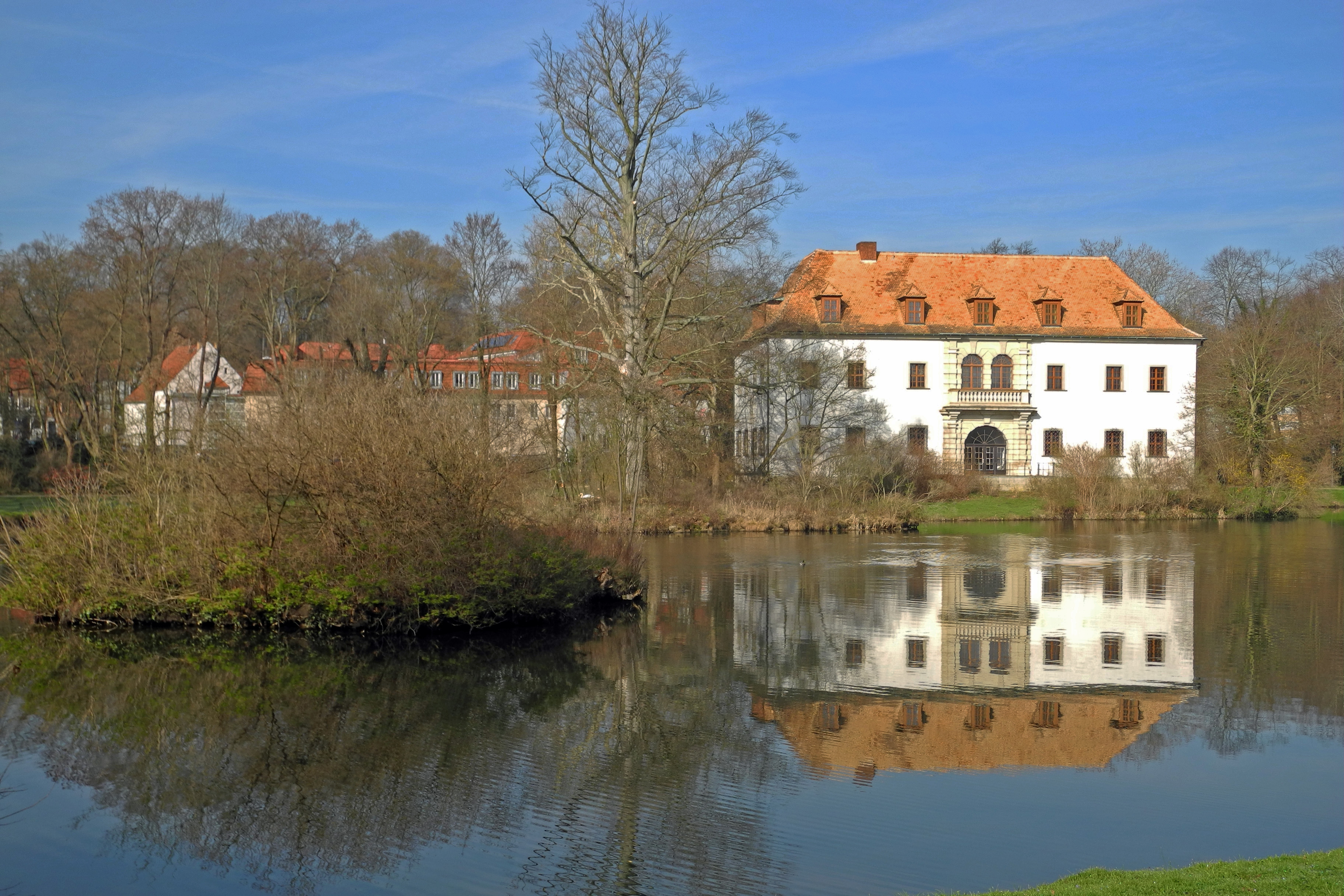
Altes Schloss

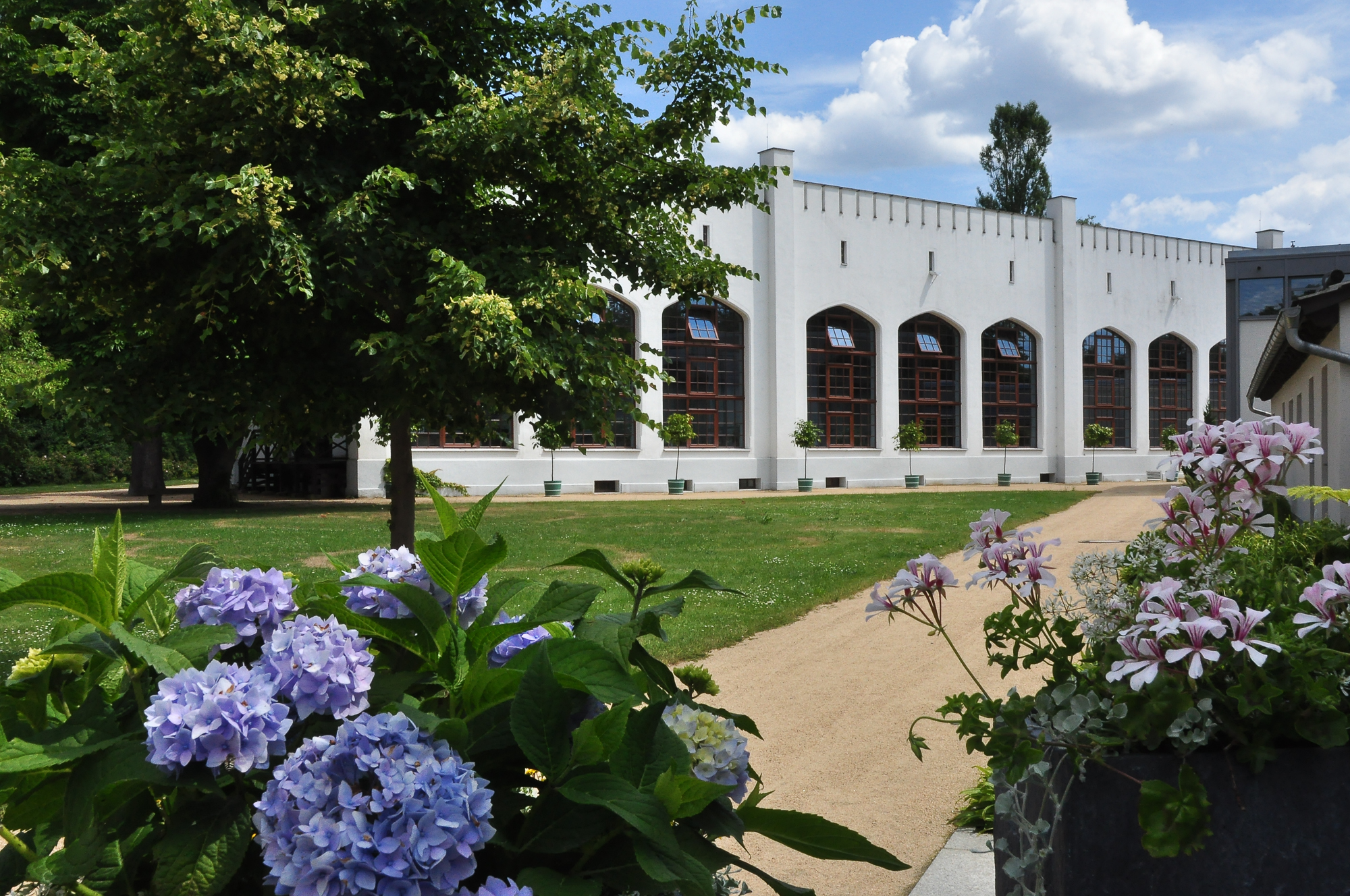
Orangerie

Der Standesherr von Muskau, Graf (später Fürst) Hermann von Pückler-Muskau, wollte seine Stadt nach eigenen Worten durch einen herrlichen und großen Garten verschönern und rief die Bürger von Muskau 1815 zur Anlage eines Landschaftsparks auf. Er erwarb Grundstücke zur Schaffung eines geschlossenen Parkareals, ließ das Dorf Köbeln umsiedeln und legte nach intensiven Studien in England ab 1815 den Park mit innovativen Konzepten an, unterstützt von Jacob Heinrich Rehder, und später von dessen Schüler, dem Gartenkünstler Eduard Petzold, der dort wirkte, als Pückler schon 1845 schuldenhalber Muskau hatte verkaufen müssen.
Im Jahr 1817 stellte Pückler Rehder als Obergärtner für den Park ein. Zudem begannen die Arbeiten am Luciesee (benannt nach Lucie von Hardenberg, Pücklers Frau) und der Hermannsneiße. Zwei Jahre später nahm Pückler Kontakt zu Karl Friedrich Schinkel auf, der Planungen für Parkarchitekturen zeichnet. Nach der Fertigstellung des Zuflusses der Hermannsneiße wurde auch 1819 der Schlossteich (Luciesee) geflutet. Die Umgebung des Jagdschlosses erhielt eine urwaldähnliche Gestaltung. Die Jagdschlossanlage besitzt eine eigene Baumschule und eine Gastwirtschaft. Im Jahre 1820 wurde dann das Englische Haus errichtet, zwei Jahre später wurden die Englische Brücke und die Doppelbrücke erbaut.
Fürst Pückler-Muskau lud im selben Jahr die englischen Gärtner Humphry Repton und Vernal zur Gestaltung des Pleasuregrounds (deutsch: „Vergnügungsplatz“) am Neuen Schloss ein. Die Umgestaltung in den Jahren von 1823 bis 1826 folgte Reptons Ideen. Es wurden 1823 verschiedene Wege angelegt, so um den Eichbusch, zum Englischen Haus, von der Post- zur Doppelbrücke und in der alten Fasanerie. Im folgenden Jahr wurde der Marstall im äußeren Schlosshof abgebrochen, Reste der Umfassungsmauern und der alten Schlossbrücke beseitigt sowie der Luciesee ausgeschachtet, zudem wurde auf dem Oberberg eine neue Baumschule angelegt. Im selben Jahr wurde auf Initiative Lucie von Pückler-Muskaus begonnen, den Badepark mit umfangreichen Pflanzungen um die Gebäude des zukünftigen Hermannsbades anzulegen. Im Jahre 1825 wurde der Pleasureground im Schlosspark bis zur Gloriette an der Wachsbleiche ausgedehnt, ein eiserner Zaun gesetzt, die Schlossauffahrt angelegt und das Hermannsbad im Badepark erbaut. 1826 wurden mehrere Brücken errichtet, so die Brücke im Blauen Garten, die Weiße Brücke (Karpfenbrücke) und die Brücken über die Schlucht jenseits der Neiße (Viadukt) sowie bei der Wachsbleiche. Im selben Jahr wurde die damals bereits 40-jährige Blutbuche erworben. Am 17. April 1830 wurden die drei großen, ca. 20 Jahre alten kanadischen Pappeln auf der Schlosswiese angepflanzt. Zudem widmete man sich der Anlage und Ausgestaltung von zwei Inseln, so wurde die steinerne Treppe auf der Thee-Insel im Schloss- bzw. Luciesee erbaut und die Schwaneninsel angelegt. 1832 wurde der Eichsee ausgehoben und ein Promenadenweg am Bösen Ufer errichtet. Der Bau des ein Jahr zuvor begonnenen Ananashauses im Küchengarten nahe dem Schlossvorwerk wurde im Jahre 1834 fertiggestellt.
Die Schluchtenbrücke über Krüger’s Gässchen im Bergpark (Rote Brücke) wurde 1836 als Nachahmung der Vorgarteneinfriedung des Gärtnerhauses bei den Römischen Bädern in Sanssouci (nach Schinkel und Persius) erbaut. Die Köbelner und die Braunsdorfer Felder wurden 1841 in das Areal des Parks einbezogen, welches zugleich bis nach Lugknitz (heute auf polnischer Seite) ausgedehnt wurde. Der Hauptpark umfasst damit 168 Hektar, der Bade- und Bergpark 89 Hektar.
Das alte Brauhaus wurde 1844 nach einer Zeichnung von Gottfried Semper und Bauausführungszeichnungen von Maximilian Franz Strasser zu der Orangerie umgebaut.
Im Jahr 1845 musste Pückler auf Grund finanzieller Schwierigkeiten Muskau veräußern. Daher zog er mit seiner Frau Lucie auf seinen Erbbesitz Branitz, welchen er ebenfalls in einen Landschaftspark umwandelte.

### Erweiterung (1845–1945)

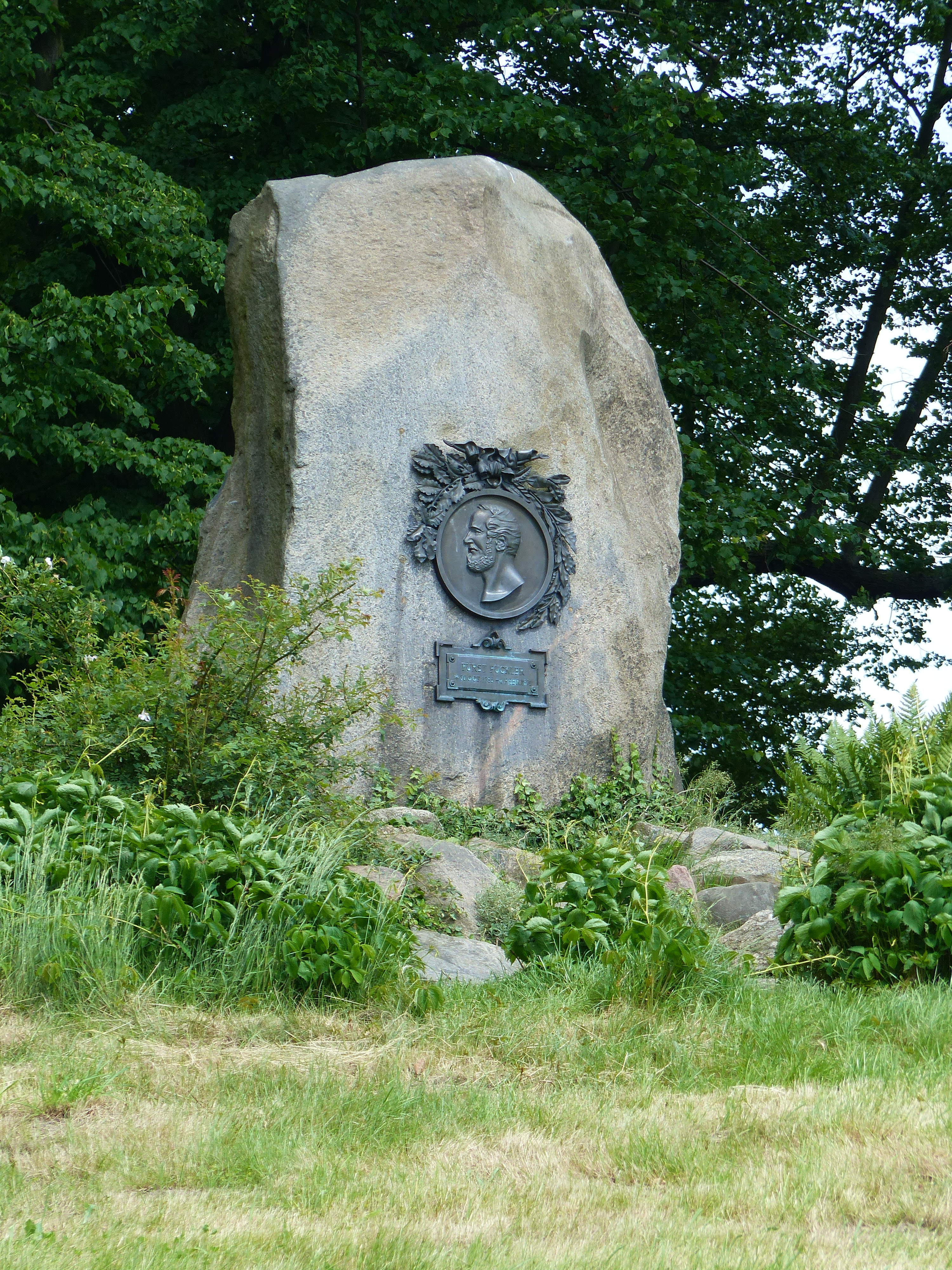
Der Pücklerstein auf der polnischen Seite des Parks

Nachfolgende Besitzer der Standesherrschaft Muskau waren die Grafen Ferdinand von Nostitz sowie Edmund und Maximilian von Hatzfeld (1845), der Prinz Wilhelm Friedrich Karl von Oranien-Nassau (1846), Maria Fürstin zu Wied, geb. Prinzessin der Niederlande auf Neuwied (1881) und Traugott Hermann von Arnim-Muskau (1883). Von da an blieb die Standesherrschaft Muskau bis zum Jahr 1945 im gräflichen Besitz derer von Arnim. Im Jahre 1852 wurde Eduard Petzold vom Prinzen der Niederlande als Park- und Gartendirektor eingestellt. Die Löwenplastiken auf den Flanken der Schlossrampe wurden 1857 aufgestellt. Es kam zu weiteren Vergrößerungen des Parks, der bereits 1861 eine Fläche von 500 Hektar umfasste. Nach Plänen der Baumeister Maximilian Franz Strasser und Herman Wentzel wurden zwischen 1863 und 1866 Altes und Neues Schloss sowie das Kavaliershaus im Neorenaissancestil umgebaut. Nach seiner Stilllegung im Jahr 1864 wurde das Alaunbergwerk in das Areal des Parks eingegliedert. 1878 wurde dann Carl Wilhelm Roth als Garten- und Parkinspektor aktiv.
Am 20. September 1888 wurde das Mausoleum eingeweiht.
Am Anfang des 20. Jahrhunderts im Jahre 1901 wurde der Pücklerstein aus dem Arboretum zu Hilkes Berg umgesetzt. 1902 wurde dann anstatt des von Pückler geplanten Tempels der Beharrlichkeit das Pücklerdenkmal fertiggestellt.
Durch den Landrat in Rothenburg wurde 1924 eine Polizeiordnung inklusive einer Parkordnung für den Muskauer Park erlassen. Das Oberforstamt übernahm unter Leitung des Oberforstmeisters Walter Bruhm und des Revierförsters Alfred Kreisel am 1. Januar 1929 die Verwaltung und Pflege des Parks, der mittlerweile 545,36 Hektar groß geworden war. Im Jahre 1931 wurden dann 241 Hektar des Hauptparks zum Naturschutzgebiet „Muskauer Park“ erklärt.

### Teilung des Parks (1945–2001)

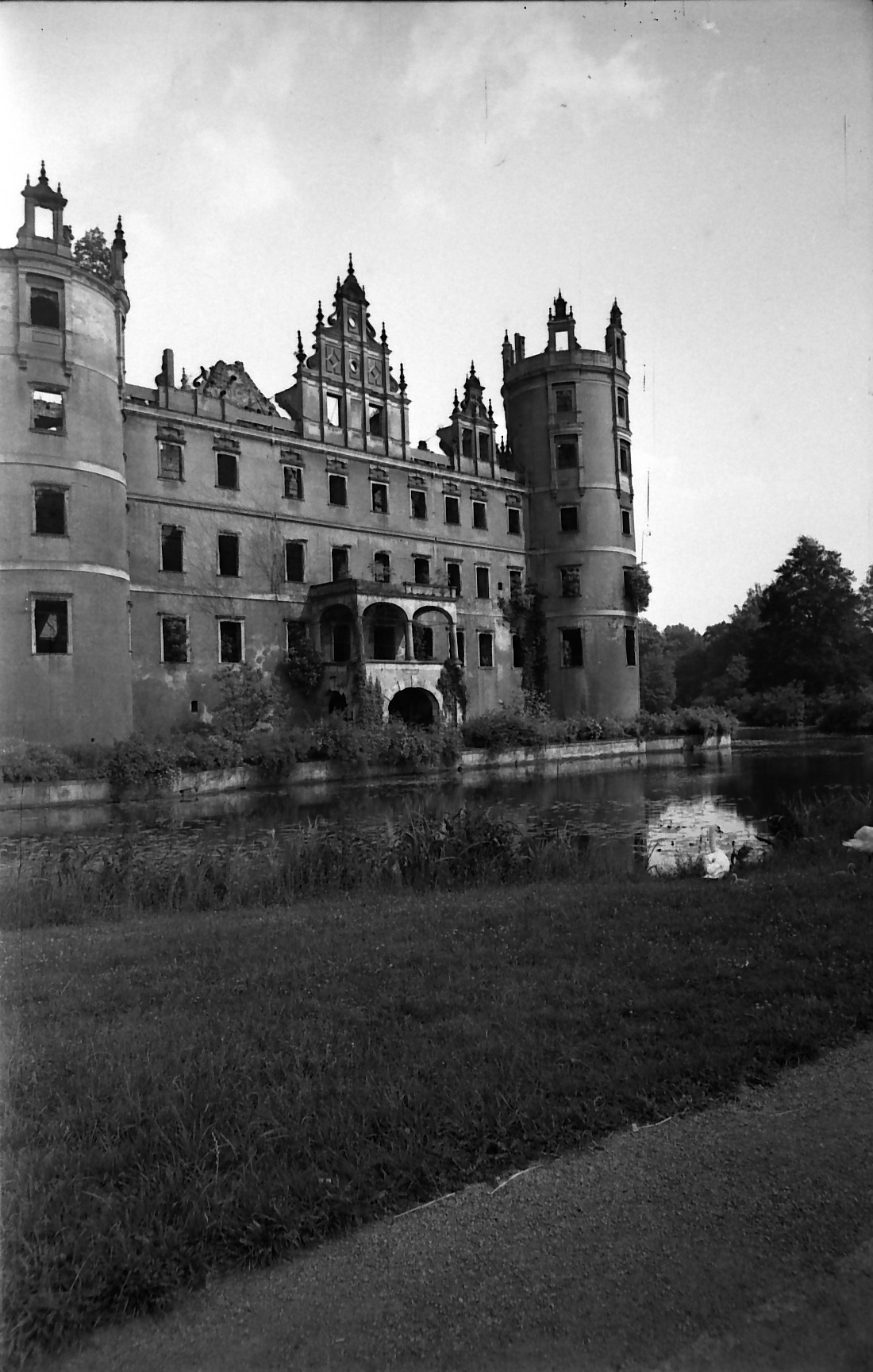
Situation am Schloss in der Mitte der 1980er Jahre

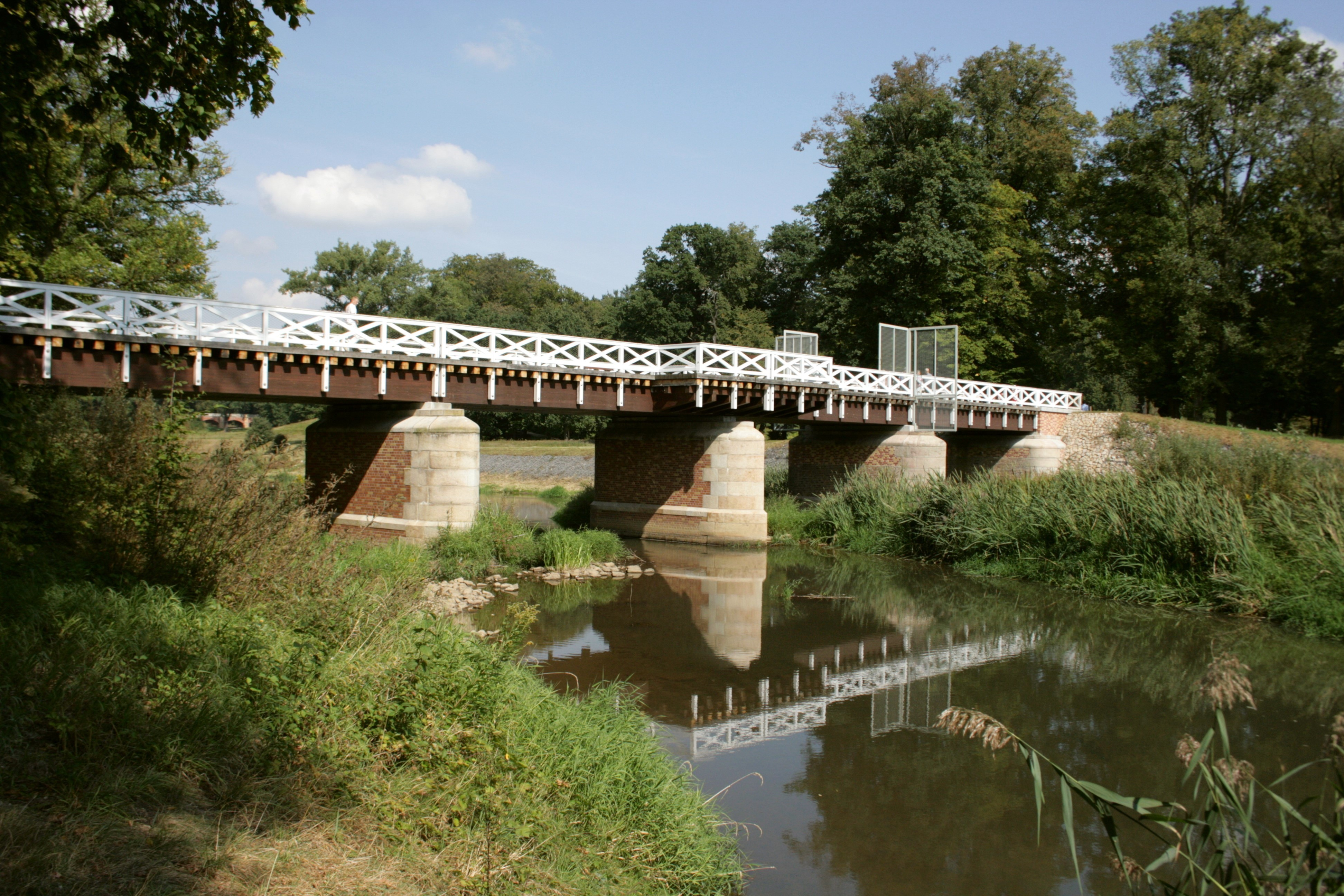
Doppelbrücke über die Neiße

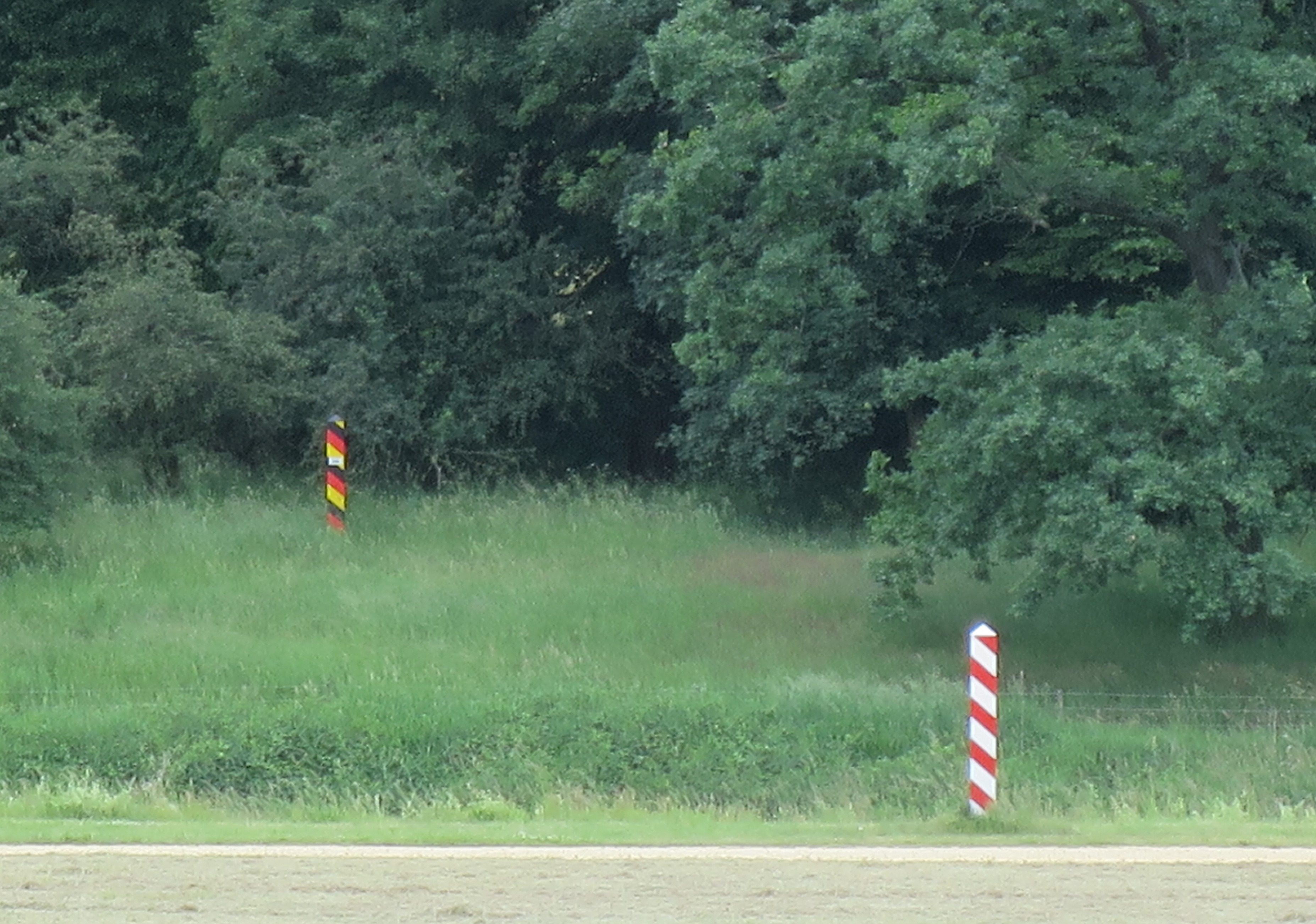
Staatsgrenze im Park

Im Zweiten Weltkrieg durchzogen seit Februar 1945 deutsche Verteidigungsstellungen die Parkanlagen. Am Morgen des 16. April begann die Sowjetarmee die Schlacht um Berlin mit der Schlacht an der Oder. Am 16. April erlitten Gebäude und der Baumbestand im Park schwere Schäden. Ende Mai 1945 brannten Sowjetsoldaten das Neue Schloss nieder.
Seitdem das Potsdamer Abkommen die Lausitzer Neiße zur Grenze zwischen Polen und Deutschland erklärt hat, befinden sich 370 Hektar des Parks auf polnischem und 200 Hektar auf deutschem Gebiet. Nach dem Krieg wurden auf deutscher Seite Teile der Schloss- und Tränenwiese zeitweilig mit Gemüse und Kartoffeln bebaut und 19 Hektar des Parks in Siedlungsfläche verwandelt. Der deutsche Teil des Parks kam 1949 in das Eigentum der Stadt Muskau.
Die Pflege des Parks war bereits seitens der 1945 enteigneten Grafen von Arnim vernachlässigt worden und stieß dann in der DDR beim Rat der Stadt Muskau auf zahlreiche Schwierigkeiten, weil Fürst Pückler-Muskau als „Junker“ und „Kosmopolit“ zunächst persona non grata war. Das Tropenhaus in der einstigen Schlossgärtnerei wurde 1959 eröffnet. Mit der 1961 beginnenden Arbeit des Park- und Landschaftsgestalters Tycho Stracke (1929–2019) wurden die Grundlagen für die Rekonstruktion des Parks geschaffen. Diese Arbeit wurde später unter dem Parkdirektor Kurt Kurland (1926–2009) fortgeführt. In diese Zeit fällt auch die Überführung des deutschen Teiles des Parks aus dem Natur- in den Denkmalschutz, um so seinen Charakter zu bewahren. Im Jahr 1965 begannen Maßnahmen zum Wiederaufbau des Alten Schlosses und 1967 ließ die Parkverwaltung die Schützengräben aus dem Krieg planieren.
Erst 1985 erfolgten Rekonstruktionen an Eichseebrücke, Schäferbrücke und am Parkeingangstor am Kirchplatz. Ein Pückler-Gedenkstein wurde am Eingang des Schlossparks errichtet und die ständige Ausstellung „Geschichte des Muskauer Parks“ eröffnete im Museum für Stadtgeschichte Bad Muskau.
Polen hatte seinen Teil des Parks als Naturschutzgebiet behandelt, weshalb er bis in die 1990er Jahre zuwuchs. Anschließend fanden in deutsch-polnischer Kooperation Aufräumarbeiten statt, in der Folge verstärkte sich die polnisch-deutsche Zusammenarbeit und der Park wurde Schritt um Schritt wieder in Stand gesetzt.
Am 30. Oktober 1991 wurde der nach dem Zweiten Weltkrieg zweckentfremdete Pücklerstein auf Hilkes Berg anlässlich des 206. Geburtstages Fürst Pückler-Muskaus wieder eingeweiht.
Am 1. April 1992 erhielt der Park offiziell den Namen „Fürst-Pückler-Park Bad Muskau“ und ging in das Landeseigentum des Freistaates Sachsen über. 1993 wurde die unselbständige Stiftung „Fürst-Pückler-Park“ des Freistaates Sachsens gegründet, die sich zur Aufgabe gestellt hat, das Pücklersche Erbe in Bad Muskau zu pflegen und zu entwickeln. Die Fürst-Pückler-Region, ein lokaler Zusammenschluss von Gemeinden an der Grenze zu Polen zur Förderung des Kulturtourismus, wird von der Stiftung des Parks unterstützt.
Im Jahr 2001 wurde ein Steinkreuz am Standort des ehemaligen Mausoleums aufgestellt und 2003 die ehemals vorhandene Doppelbrücke über die Lausitzer Neiße wiederhergestellt.

### Erhaltung als Weltkulturerbe

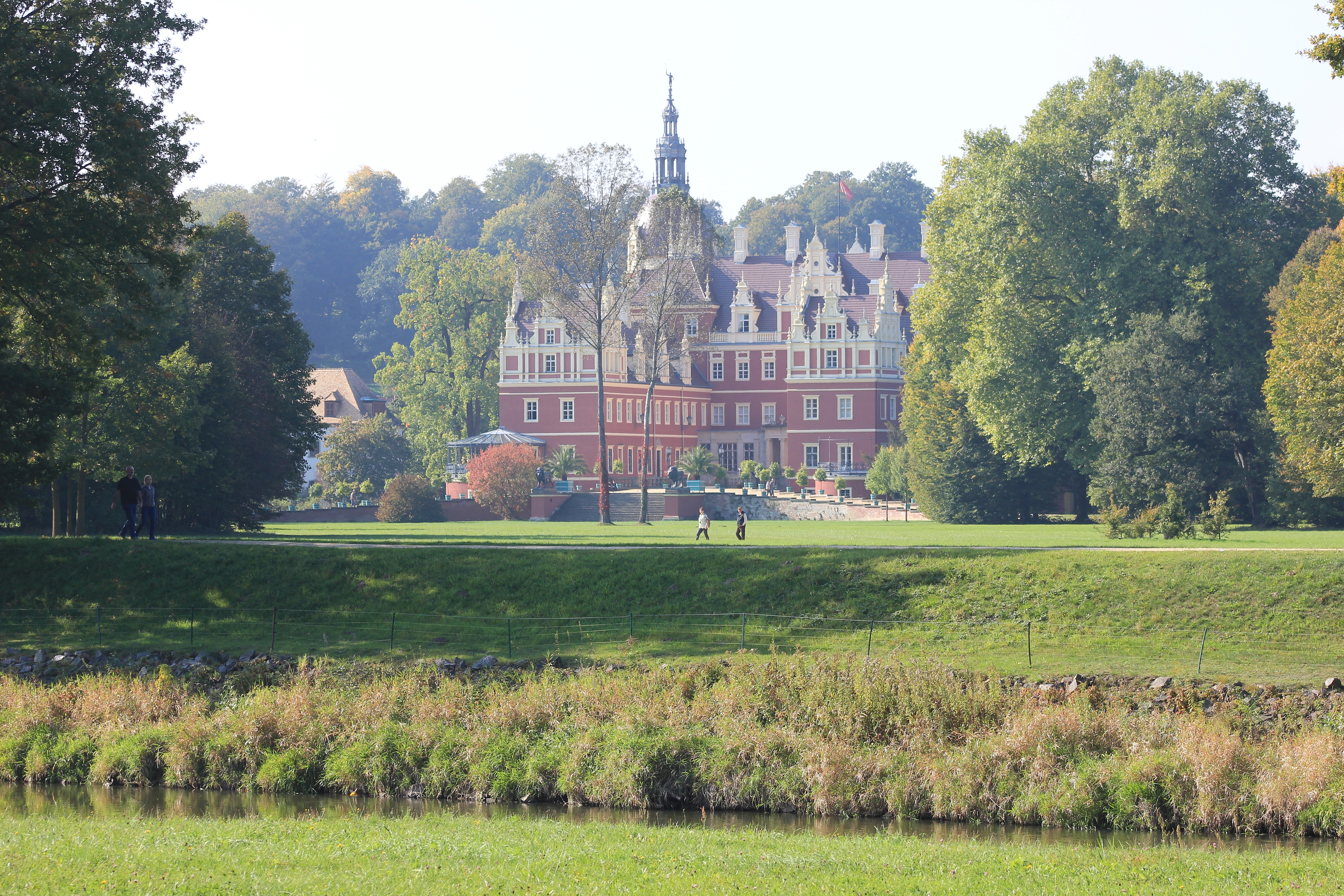
Blick von der polnischen Seite der Parkanlage in Richtung Neues Schloss

Der Fürst-Pückler-Park Bad Muskau wurde in das im Jahr 2001 erschienene Blaubuch aufgenommen. Am 2. Juli 2004 erfolgte die Aufnahme des Fürst-Pückler-Parks Bad Muskau in die Liste des UNESCO-Weltkulturerbes.
Im ursprünglichen Park lagen die Stadt Muskau und mehrere Dörfer. 
Im heutigen Areal befinden sich immerhin noch das ebenfalls von Fürst Pückler umgebaute Neue Schloss, dessen umfassende Fassadenrekonstruktion 2011 abgeschlossen wurde, der Renaissance-Bau Altes Schloss, das historische Tropenhaus mit Kakteen, das Kavaliershaus, der Bade- und Bergpark, der Schlosspark sowie die in maurischem Stil erbaute Orangerie. Petzolds artenreiche und europaweit berühmte Baumschule, das Arboretum Muscaviense, ist hingegen untergegangen. 2011 wurde die wieder errichtete Englische Brücke als weitere Neiße-Überquerung eingeweiht.
Im August 2010 wurde der Schlosspark von einem Neiße-Hochwasser zur Hälfte überflutet. Das Wasser stand bis zu 20 Zentimeter hoch. Das Schloss und andere Gebäude wurden mit tausenden Sandsäcken geschützt. Die Innenstadt von Bad Muskau blieb vom Hochwasser verschont. Noch im August wurde der Großteil des Parks jedoch wieder für die Besucher freigegeben.
Der Muskauer Pückler-Park ist vertraglicher Kooperationspartner des Gartenkulturpfades beiderseits der Neiße und war im November 2010 Gründungsmitglied des Parkverbundes Lausitz.

## Trivia
Eine Anekdote in einer historischen Zeitung des Jahres 1837 erzählt, dass beim Anlegen des Parks menschliche Gebeine gefunden wurden und – nach erfolgloser Untersuchung dazu – die Stelle als Grab des Unbekannten bezeichnet wurde. Ein Mann gab kurz vor seinem Tod zu, 30 Jahre zuvor seinen Vetter erschlagen und dort begraben zu haben.

## Filme
- Diesseits von Eden. Osteuropas Gartenträume im 18. und 19. Jahrhundert – Der Fürst-Pückler-Park Bad Muskau, Park Mużakowski. Dokumentarfilm, Deutschland, 2015, 52 Min., Buch und Regie: Matthias Schmidt, Moderation: Wladimir Kaminer, Produktion: telekult, MDR, arte, Reihe: Diesseits von Eden, Erstsendung: 5. Juli 2015 bei arte, Inhaltsangabe.
- Schätze der Welt – Erbe der Menschheit. Der Fürst-Pückler-Park in Bad Muskau. Dokumentarfilm, Deutschland, 2005, 14:45 Min., Buch und Regie: Eva Witte, Produktion: SWR, Reihe: Schätze der Welt – Erbe der Menschheit, Erstsendung: 15. Januar 2006 bei 3sat, Inhaltsangabe und online-Video von SWR.